# Johan Söderberg (1772–1826)
Johan Söderberg, född 26 januari 1772, död 13 december 1820 i Maria Magdalena församling, Stockholm, var en svensk privilegierad instrumentmakare och byggde klavikord och hammarklaver i Stockholm. Han tillhörde äldre svensk tradition inom klaverbyggeri. Han var verksam som pianotillverkare mellan 1803 och 1820.

## Biografi
Söderberg var troligen gesäll hos orgelbyggare Jonas Ekengren i Stockholm mellan 1788 och 1789. Åren 1795–1796 var han modellsnickare på Kungliga privilegierade Mecaniska Factoriet i Stockholm. Åren 1796–1801 var han gesäll hos Pehr Lindholm. Åren 1802–1803 arbetade han hos Pehr Lundborg. Den 9 juni 1803 fick Söderberg privilegium att tillverka klaver.
Söderberg bodde 1810 på kvarter Åskeslaget 7 i Jakobs församling, Stockholm. 1817 flyttade han verksamheten till kvarteret Oxen större 5.
Han gifte sig före 1797 med Catharina Åkerblom (1754–1815). De fick tillsammans barnen Johann Catharina (född 1794) Johan Adolp (Anders) (född 1797).

## Instrument
Söderberg tillverkade hammarflyglar, hammarklaver, klavikord och kabinettpianon. Hans hammarflyglar var inspirerade av John Broadwood i London.

### Kabinettpiano
- 1818 - Kabinettpiano som troligen byggdes till Karl XIV Johans trontillträde.

### Klavikord
| År   | Bild | Omfång | Klaverstämpel | Kortal | Oktavbredd | Vågbalk | Bakre tangentstyrning | Ådring | Övrigt                                                                             |
| ---- | ---- | ------ | ------------- | ------ | ---------- | ------- | --------------------- | ------ | ---------------------------------------------------------------------------------- |
| 1818 |      | F1-a3  | -             | 2      | 161        | 2       | Kancell               | 50     | Den är 200,9 cm lång och 60,6 cm bredd. Den ägs idag av S. B. Hülphers, Härnösand. |

## Medarbetare och gesäller
- 1810 - Östfors. Han var gesäll hos Söderberg.
- 1810–1811 – Ekberg. Han var gesäll hos Söderberg.
- 1810–1812 – Lundberg. Han var gesäll hos Söderberg.
- 1810–1818 – Peter Kilander. Han var gesäll hos Söderberg.
- 1810–1820 – Anders Sjöblom (född 1775). Han var gesäll hos Söderberg.
- 1812–1814 – Johan Eric Berglöf. Han var gesäll hos Söderberg.
- 1812–1817 – Peter Julin. Han var gesäll hos Söderberg.
- 1813–1820 – Johan Adolph Billengren (född 1797). Han var lärling hos Söderberg och blev 1819 gesäll.
- 1814–1815 – Arvidsson. Han var gesäll hos Söderberg.
- 1815–1816 – Torén. Han var gesäll hos Söderberg.
- 1815–1817 – Carl Gustaf Kettendorf. Han var gesäll hos Söderberg.
- 1817–1820 – Johan Adolph Söderberg. Han var lärling hos Söderberg och även son till honom.
- 1817–1820 – Fredrik Rönstedt (född 1792). Han var gesäll hos Söderberg.
- 1819–1820 – Samuel Kihlgren (född 1800). Han var lärling hos Söderberg.